# アリ・ウィリアムズ

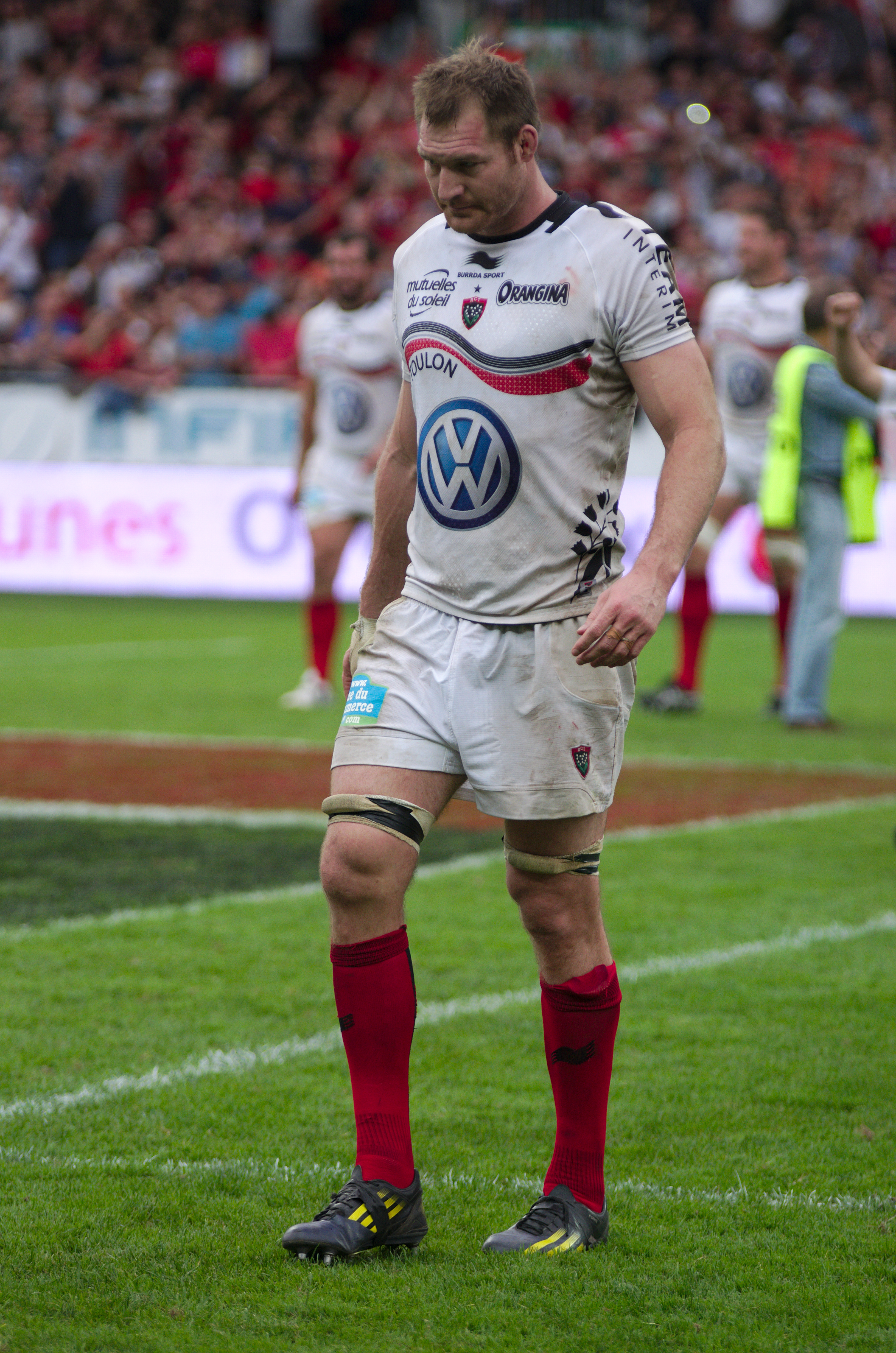
アリ・ウィリアムズ

アリ・ウィリアムズ（Alexander James "Ali" Williams 1981年4月30日 - ）は、ニュージーランド出身の元ラグビー選手。ポジションはロック(LO)。

## 人物
1981年4月30日、オークランドで生まれる。

身長202cm、体重112kg。

## キャリア
キングズ・カレッジ卒業、カレッジ在学中の17歳でラグビーをはじめる。その前までは、サッカー、テニス、クリケットの選手で、いずれもオークランド州ジュニア選抜に入るほど。ラグビークラブの2番目グレード(Second XV)からはじまり、1年でトップグレード(First XV)でプレイする。
オークランド工科専門学校(現オークランド工科大学)に進学、2001年にニュージーランド州代表選手権(現ITM CUP)のオークランド州代表チームに入り、タラナキ戦でデビュー。翌2002年、スーパー12(現スーパーラグビー)のブルースに入り、ハリケーンズ戦でデビュー。同年、オールブラックスに初選出、11月9日のイングランド戦で代表デビュー。
2003年に開催されたラグビーワールドカップオーストラリア大会にニュージーランド代表として出場する。
2007年、所属するブルースは、「規律に関する」理由として、ウィリアムズをシーズン途中でメンバーから外す。同年8月、ニュージーランドラグビー協会と2年間の契約延長、そしてタズマン州代表チームの移籍を発表。ブルースとのトラブルは代表選考には問題なく、ラグビーワールドカップフランス大会の代表に選出。
2008年、ブルースからクルセイダーズに移籍。しかし翌2009年にはふたたびブルースに戻る。
2011年、イングランドのノッティンガムRFC(Nottingham RFC)に1月だけの短期移籍、4試合出場する。

### チャリティー活動
ウィリアムズはブルース、オールブラックスの元チームメイト、ダグ・ハウレットとともにKidsCan Charitable Trust(ニュージーランドの恵まれない子どもへの支援活動)の公式支援を行っている。

## リンク
- Blues Profile
- All Blacks ID=1027